# Воропай (герб)
Воропай (пол. Woropaj) – шляхетський герб, різновид герба Наленч.

## Опис герба
В червоному полі зв'язана срібна пов'язка кінцями догори. Намет червоний, підбитий сріблом.

## Роди
Воропаєвичі (Woropajewicz), Воропаї (Woropaj).